# WarioWare, Inc. : Mega Mini-Jeux
 (juillet 2018).
WarioWare, Inc. : Mega Mini-Jeux, en anglais WarioWare, Inc.: Minigame Mania, connu sous le nom de Made in Wario (メイド イン ワリオ, Meido in Wario) au Japon et de WarioWare, Inc.: Mega Microgame$! en Amérique du Nord, est un jeu vidéo développé et édité par Nintendo et commercialisé sur Game Boy Advance, GameCube et Nintendo 3DS. Il met en scène Wario, créant son entreprise de jeu vidéo et demandant à quelques-uns de ses amis de l'aider à concevoir des jeux. Le rôle du joueur étant de tester lesdits jeux vidéo.

## Trame
Affalé dans son canapé, Wario regarde les informations à la télévision. Le journaliste annonce, avec une boîte du jeu vidéo Pyoro à la main : « les jeux se vendent bien ! ». Appaté par l'argent facile, Wario décide de créer son entreprise de développement de jeux vidéo, il s'achète donc un ordinateur portable et, en manque d'inspiration, fait appel à ses amis pour créer des jeux originaux, chacun d'eux ayant une spécialité (le sport, le réalisme, le bizarre, la réflexion, la science-fiction, la nature, les jeux rétro).

## Système de jeu
Le jeu se compose essentiellement d'un enchaînement aléatoire de micro-jeux. Un mot ou une phrase apparait à l'écran pour informer le joueur de sa « mission », et le joueur a alors 2 à 3 secondes pour atteindre l'objectif. Au fil des niveaux, la difficulté et la vitesse augmentent, afin d'éprouver le joueur. Si le joueur ne réussit pas le micro-jeu, alors il perd une vie, s’il perd 4 vies le joueur doit alors recommencer le niveau. Après avoir passé un certain nombre de micro-jeux (10, 15, 20, ou 25), le joueur doit réussir un micro-jeu généralement plus long et plus dur que la moyenne : ce sont les niveaux des boss, que le joueur doit obligatoirement battre s’il veut continuer sa progression. Seuls la croix directionnelle et le bouton A sont utilisés pendant le jeu principal.
Des jeux bonus telle la corde à sauter ou « Dr. Wario » (un remake de Dr. Mario) sont disponibles après que le joueur a passé plusieurs niveaux. Certains de ces jeux sont multijoueur et nécessitent l'utilisation des boutons « L » et « R ».
Les niveaux qui ont été passés avec succès sont rejouables indéfiniment.

## Accueil

### Critique
- Jeux Vidéo Magazine : 16/20[1]
- Jeuxvideo.com : 14/20[2]

### Récompenses
WarioWare, Inc.: Minigame Mania a reçu plusieurs récompenses (Edge Award en 2004 au Festival International du Jeu d'Édimbourg, Editor's Choice en 2003 sur GameSpot (avec une nomination pour le jeu le plus innovant de l'année)).

## Rééditions
Le jeu a été réédité sur GameCube sous le nom de WarioWare, Inc.: Mega Party Game$! avec en plus un mode multijoueur. Cette version a été développée en coopération entre Nintendo R&D1 et Intelligent Systems.
Le 16 décembre 2011, Nintendo a offert WarioWare, Inc. : Mega Mini-Jeux ainsi que 9 autres jeux de la Game Boy Advance aux possesseurs de la Nintendo 3DS, dans le cadre du programme ambassadeur.
Le jeu est sorti sur la console virtuelle de la Nintendo 3DS le 15 décembre 2011 en Australie, et le 16 décembre 2011 en Europe, Amérique du Nord et au Japon. Le jeu est aussi sorti sur la console virtuelle de la Wii U le 3 avril 2014 au Japon puis le 10 avril 2014 en Europe, Amérique du Nord et Australie. Le jeu est sorti aussi dans le Nintendo Switch Online + Pack additionnel le 8 février 2023